# Sturcite
A Sturcite (bolgárul: Щурците) egy bolgár rockzenekar. 1967-ben alakultak Szófiában, angol nevük: The Crickets. Első nagy sikerüket a Golden Orpheus c. nemzetközi dalfesztiválon aratták Bjala tisina (fehér csend) c. számukkal. Bulgária egyik legsikeresebb rockegyüttese, 2013-ban oszlottak fel.

## Tagok
- Kiril Maricskov - basszus, vokál, billentyűsök
- Petar Cankov - ütősök (1971-ig)
- Petar Gjuzelev - gitár, vokál
- Veszelin Kiszjov - gitár (1969-ig)
- Konsztantin Atanazov - gitár, vokál (1969 – 1971, 1973 - 1974, 1976)
- Atanasz Atanazov - ütőhangszerek (1973 – 1974)
- Georgi Markov - ütőhangszerek (1974-től)
- Boriszlav Panov - billentyűsök, vokál, hegedű (1974 – 1976)
- Vladimir Totev - billentyűsök, vokál (1976-tól)

## Lemezeik

### Nagylemezek
- ЩУРЦИТЕ - I (1976)
- ЩУРЦИТЕ - II (1978)
- XX ВЕК (1980)
- ВКУСЪТ НА ВРЕМЕТО (1982)
- КОННИКЪТ / Rider (1985)
- МУСКЕТАРСКИ МАРШ / Musketeers' march (1987)
- 20 ГОДИНИ ПО-КЪСНО (1988)
- 30 ГОДИНИ ЩУРЦИТЕ (1998)

### Kislemezek
- Звън / Малкият светъл прозорец / Веселина / Изпращане (1968, EP)
- Песен за Щурците / И една звезда / Стар албум / С китара по света (1969, EP)
- Ще срещнем нашата мечта / Две момчета / Виолета / Капитан (1973, EP)
- Ти не разбра / Песен за теб (1975)

## Külső hivatkozások
- A zenekar története angol nyelven
- Щурците[halott link]